# Taylor megye (Florida)
Taylor megye az Amerikai Egyesült Államokban, azon belül Florida államban található. Megyeszékhelye és legnagyobb városa Perry. Lakosainak száma 21 796 fő (2020. április 1.). Taylor megye Madison, Lafayette, Dixie és Jefferson megyékkel határos.

## Népesség
A megye népességének változása:
| Lakosok száma | 22 571 | 22 676 | 22 715 | 22 857 | 22 493 | 21 796 |
|               | 2010   | 2011   | 2012   | 2013   | 2015   | 2020   |